# Isola Awaji
L'isola Awaji (淡路島?, Awaji-shima) è un'isola della Prefettura di Hyōgo, facente parte dell'arcipelago giapponese. Ha un'area di 592,17 km² e una popolazione di 157.000 abitanti (2005).

## Geografia

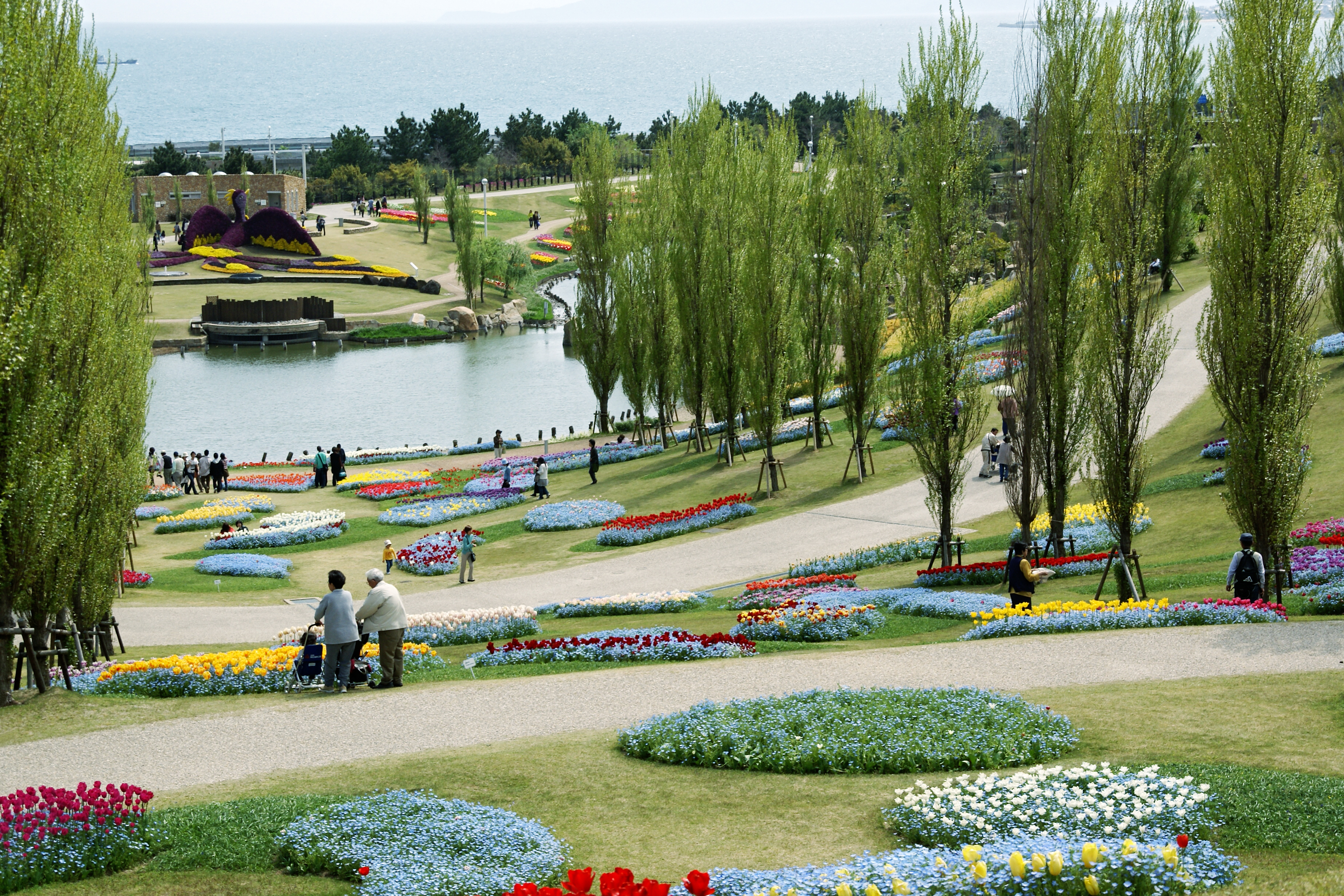
Veduta dell' Akashi-Kaikyō National Government Park

Awaji è situata tra l'isola di Honshu alla quale è collegata tramite il ponte di Akashi Kaikyō, il secondo ponte sospeso più lungo del mondo, e l'isola di Shikoku dalla quale è separata dallo stretto di Naruto attraversato dal ponte Ōnaruto. A nord-est si affaccia sulla baia di Osaka, a sud-est sul canale di Kii e a ovest su Harima-nada (播磨灘?), una parte del mare interno di Seto. L'isola è sulla linea della faglia di Nojima, una faglia attiva che fu la causa del grande terremoto di Kobe del 17 gennaio 1995.
Amministrativamente l'isola è parte della Prefettura di Hyōgo ed è divisa in tre città: Awaji, Sumoto e Minamiawaji. La parte settentrionale dell'isola dista circa 50 km da Osaka.
Nel 2002 vi è stato inaugurato il parco nazionale Kokuei Akashi-kaikyō kōen (国営明石海峡公園?), che ospita oltre 300 varietà di fiori, tra cui 600.000 tulipani e muscari.